# Márcio Bittencourt
Márcio Bittencourt, właśc. Henrymárcio Bittencourt (ur. 19 października 1964 w São José dos Campos) – brazylijski piłkarz i trener. Podczas kariery piłkarskiej występował na pozycji ofensywnego pomocnika.

## Kariera klubowa
Karierę piłkarską Márcio Bittencourt rozpoczął w klubie Corinthians Paulista w 1985 roku i pozostał mu wierny do 1992. Z Corinthians zdobył mistrzostwo Brazylii 1990, Puchar Brazylii 1995 oraz mistrzostwo Stanu São Paulo – Campeonato Paulista w 1988 roku. W 1992 przeszedł do SC Internacional. Z Internacionalem zdobył mistrzostwo stanu Rio Grande do Sul – Campeonato Gaúcho w 1992 oraz Puchar Brazylii w tym samym roku. Ostatnie lata kariery Márcio Bittencourt spędził m.in. w Juventusie São Paulo oraz São José EC, w którym zakończył karierę w 1999 roku.

## Kariera reprezentacyjna
Márcio Bittencourt ma za sobą występy w barwach canarinhos. W reprezentacji Brazylii zadebiutował 28 maja 1991 w meczu z reprezentacją Bułgarii w Uberlândii. W tym samym roku uczestniczył z reprezentacją w Copa América 1991. Na turnieju wystąpił w 3 spotkaniach z reprezentacją Kolumbii, reprezentacją Ekwadoru oraz reprezentacją Argentyny, który był jego czwartym i zarazem ostatnim meczem w reprezentacji.

## Kariera trenerska
Po zakończeniu kariery piłkarskiej Márcio Bittencourt rozpoczął pracę trenerską. W 2005 roku prowadził Corinthians Paulista, który w tym samym sezonie zdobył mistrzostwo Brazylii. Później prowadził Brasiliense, Fortaleza, Juventus, Noroeste, Ipatinga, Santa Cruz oraz Náutico, Ponte Preta. Obecnie od 29 czerwca 2009 prowadzi drugoligowy klub Icasa Juazeiro do Norte.